# Синюха (приток Чамлыка)
Синю́ха (в верховьях Спокойная Синюха) — река в Краснодарском крае России, правый приток Чамлыка.
Длина реки — 137 км, площадь водосборного бассейна — 1670 км².

## Описание
Берёт начало на северном склоне горы Джельтмесские Высоты на отрогах Скалистого хребта в Отрадненском районе. В верховьях течёт по предгорьям на северо-северо-восток, далее течёт по равнине на северо-запад через Новокубанский, Лабинский, Курганинский районы, по ходу течения река сближается с Чамлыком на расстояние около 250 м. Впадает в Чамлык по правому берегу в 25 км от его устья, вблизи восточной окраины станицы Петропавловской.
В средней и нижней частях река на большом протяжении канализована и запружена.
Равнинная часть бассейна занята обрабатываемыми полями с лесозащитными полосами между ними.
Населённые пункты на реке (более 100 чел.): Спокойная Синюха, Хорин, Первая Синюха, Новоалексеевская, Урмия, Степной, Свобода, Михайловская, Красный.
Основные притоки
(от устья, в скобках указана длина реки в км)
- 5,3 км пр: балка Синюха (20)
- 29 км пр: без назв., в 8 км к ЮВ от ст-цы Михайловской (28)
- 65 км пр: балка Крутая (27)
- 90 км лв: Грязнуха 2-я (19)
- 93 км лв: Грязнуха (22)
- 112 км пр: балка Плутова (14)

## Данные водного реестра
По данным государственного водного реестра России относится к Кубанскому бассейновому округу, водохозяйственный участок реки — Чамлык. Речной бассейн реки — Кубань.
Код объекта в государственном водном реестре — 06020000812108100003938.